# Бреј Мање
Бреј Мање (фр. Breuil-Magné) насеље је и општина у западној Француској у региону Поату-Шарант, у департману Приморски Шарант која припада префектури Рошфор.
По подацима из 2011. године у општини је живело 1.674 становника, а густина насељености је износила 75,24 становника/km². Општина се простире на површини од 22,25 km². Налази се на средњој надморској висини од 30 метара (максималној 24 m, а минималној 0 m).

## Демографија
| 1962. | 1968. | 1975. | 1982. | 1990. | 1999. | 2011. |
| ----- | ----- | ----- | ----- | ----- | ----- | ----- |
| 689   | 698   | 972   | 1.156 | 1.160 | 1.224 | 1.674 |

График промене броја становника у току последњих година